# Türckheim (Adelsgeschlecht)

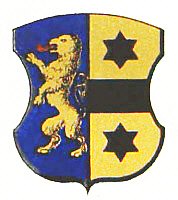
Stammwappen derer von Türckheim

Die Freiherren von Türckheim waren ein altes Patriziergeschlecht der Stadt Straßburg, das durch den Kauf von Rittergütern in die Reichsritterschaft aufgenommen und 1782 in den Reichsfreiherrenstand erhoben wurde. Mitglieder der Familie kamen – insbesondere im 19. Jahrhundert – in einflussreiche Stellungen in Frankreich und Deutschland.

## Abgrenzung zu anderen Familien
Die Geschichte des Geschlechts ist bis in die Mitte des 15. Jahrhunderts nicht gesichert. Ein früher Ortsadel (1141 Wernherr von Thüringheim) wird als Teil des Geschlechts derer vom Rust angesehen.
Eine Verbindung zum uradeligen Geschlecht der Herren von Dürckheim, später Eckbrecht von Dürckheim, wird nach Familientradition vermutet, ist aber nicht erwiesen.
Keine Beziehung besteht zum Geschlecht der Nebel, genannt Türkheimer von Türkheim (später Türkheim von Geißlern).

## Geschichte
Ein Hahnemann von Türinckheim, der sich 1459 in das Bürgerrecht der elsässischen Stadt Türckheim einkaufte, gilt als erster gesicherter Ahne des Geschlechts. 1540 erscheint ein Johann von Türckheim als Ratsherr der Stadt Straßburg.
1552 erfolgte durch den Hofpfalzgrafen Wilhelm Böcklin von Böcklinsau eine Bestätigung des rittermäßigen Adelsstandes und die Genehmigung zur Wappenbesserung für die Brüder Nikolaus und Ulrich von Türckheim.
Die von Nikolaus (1518–1596) begründete ältere Stammlinie erlosch Mitte des 17. Jahrhunderts im Mannesstamm. Auf die von Ulrich begründete jüngere Linie gehen alle späteren Türckheim zurück. Mitglieder der Familie waren mehrfach in öffentlichen Ämtern der Stadt Straßburg und als Großhändler tätig.
Am 8. März 1782 wurde Johann IV. von Türckheim von Kaiser Joseph II. in den Reichsfreiherrenstand erhoben. Seine Söhne Johann und Bernhard Friedrich begründeten die badische und die elsässische Linie derer von Türkheim.

### Linie von Türckheim zu Altdorf (Älterer Ortenauisch-Breisgauischer Hauptstamm)
1783 kaufte Freiherr Johann von Türckheim – ein Sohn des Reichsfreiherren Johann von Türckheim – das Schloss Altdorf bei Ettenheim und arrondierte den Kauf des Schlosses durch den Kauf der Lehen 1786/87. Die Familie wurde 1790 bei der Ortenauer Reichsritterschaft immatrikuliert.
1814 heiratete Johann von Türckheim zu Altdorf mit Friederike von Günderrode eine Tochter aus einer Familie des alten Frankfurter Patriziats und wurde 1822 in die Adelige Ganerbschaft des Hauses Alten Limpurg aufgenommen.
1830 verstarb Freiherr Karl von Baden als letzter männlicher Spross des Geschlechts der Freiherren von Baden. Karls Neffe Bruno Freiherr von Türckheim zu Altdorf beerbte ihn und erhielt auch die Genehmigung zur Namen- und Wappenvereinigung. Fortan nannten sich seine Nachkommen Freiherren von Türckheim, genannt von Baden. Die von Türckheim kamen so zu Besitzungen im Breisgau (Schloss Liel, Schliengen, Amoltern, Au und Sölden).
1832 kaufte Christian von Türckheim das Schloss Mahlberg in Mahlberg (Markgrafschaft Baden-Baden). Mit Datum vom 31. Dezember 1833 wurden die Türckheim von Altdorf in den Freiherrenstand des Großherzogtums Baden erhoben. Das Geschlecht gehörte zu den stimmfähigen und wählbaren Grundherren der ersten Kammer der badischen Ständeversammlung.
Das Geschlecht hatte grundherrliche Rechte in Altdorf, Orschweier, Rohrburg und Liel.

### Linie von Türckheim zu Truttenhausen (Jüngere elsässische Linie)
Johanns Bruder, der Bankier Bernhard Friedrich von Türckheim heiratete 1778 Lili Schönemann, die ehemalige Verlobte von Goethe und begründete mit ihr die Linie von Türckheim zu Truttenhausen (Jüngere elsässische Linie). Aus dieser Linie stammten viele Offiziere und Beamte Frankreichs.

## Wappen

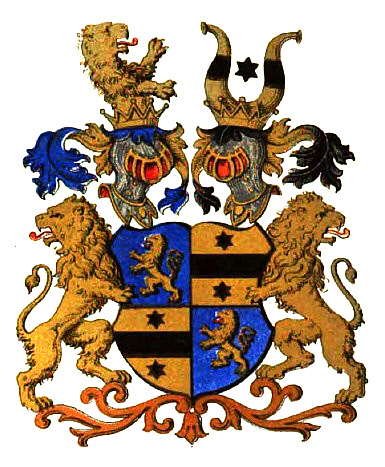
Freiherrliches Wappen

Geviert; 1. und 4. Feld in Blau ein goldener aufrecht schreitender Löwe mit roter Zunge, 2. und 3. Feld in Gold ein schwarzer Balken, begleitet von je einem sechszackigen schwarzen Stern. 2 Helmziere; rechts der Löwe wachsend; links ein schwarzer Stern zwischen zwei mit dem schwarzen Balken belegten goldenen Büffelhörnern. Decken: rechts blau-golden, links schwarz-golden.

## Stammliste
Nachfolgend eine unvollständige Stammliste des heute noch existierenden Geschlechts derer von Türkheim.
1. Hannemann (1459 Bürger von Straßburg; † 1506) ⚭ Ottilie Frentzin
  1. Ulrich (I.) (verstarb im Kindesalter)
  2. Hans (Johann I.); 1507 Bürger von Straßburg
    1. Johann II. (1490–1560); 1540 Ratsherr von Straßburg
      1. Nikolaus (1518–1596) ⚭ Agnes Rietschin – Linie Mitte des 17. Jahrhunderts im Mannesstamm erloschen
      2. Ulrich II. (1519–1572) ⚭ Ursula Moessinger
        1. Catharina 1. ⚭ Abraham Baumgarten; 2. ⚭ Philipp Scheid
        2. Johann Georg I. (1568–1623) ⚭ Barbara Wolffurt
          1. Johann Georg II. (1611–1677); 1. ⚭ 1636 Maria Magdalena Gyrott († 1657); 2. ⚭ 1663 Maria Dorothea Hermann († 1675)
            1. Friedrich (1650–1712) ⚭ Elisabeth Gruan → Linie Ende des 18. Jahrhunderts im Mannesstamm erloschen
            2. Johann III. (1674–1742) ⚭ Marie Cleophe Hugger († 1740)
              1. Johann IV. (1707–1793), 1. ⚭ 1732 Maria Cleophe Goll (1715–1734); 2. ⚭ 1737 Margaretha Salome Fettig (1719–1739); 3. ⚭ 1743 Maria Magdalena Henneberg (1720–1793); 1782 Reichsfreiherr
                1. Margarethe Salome (1747–1781) ⚭ Johann Jacob Spielmann
                2. Johann V. (1749–1824) → Nachfahren siehe unten, Älterer Ortenauisch-Breisgauischer Hauptstamm
                3. Bernhard Friedrich (1752–1831) → Nachfahren siehe unten, Jüngere elsässische Linie
                4. Marie Cleophe (1755–1825) ⚭ Philipp Jacob von Franck zu Leinstetten

### Älterer Ortenauisch-Breisgauischer Hauptstamm
1. Johann V. (1749–1824) ⚭ Johanna Dorothea von Seufferheld (1759–1820)
  1. Johann VI. (1778–1847) ⚭ Friederike von Günderrode
    1. Hans VII. ⚭ Fanny Emilie Auguste von Hardenberg
      1. Hans (1853–1920), Botaniker
      2. Franziska Marie Friederike Auguste (1855–1936) ⚭ Ernst von Prittwitz und Gaffron
      3. Friederike Marie Emma Amalie (1866–1957) ⚭ Hermann von Böhl (1859–1937)

    2. Friedrich Rudolf Albrecht ⚭ Angela Marassovich
    3. Hermann Friedrich Conrad (1816–1894) ⚭ Magdalena Hornung (1827–1896)
      1. Marie ⚭ Max Jaeger
      2. Friederike
      3. Friedrich Hermann Leopold (1873–1934) ⚭ Elisabeth Knoblauch (1875–1959)
        1. Hans Georg (1902–1989) ⚭ Annemarie von Grolmann
          1. Karla (* 1939) ⚭ Jürgen Barsch
          2. Hans Eberhard (* 1946) ⚭ Leontine Jortzig

    4. Maria Johanna Sofie (* 1820), Stiftsdame zu Frankfurt
    5. Heinrich Maximilian Carl (1822–1879)
    6. Mathilde Anna Emilia (* 1824) ⚭ Wolf von Hügel
    7. Otto Theoderich Adolf (1826–1897), Maler ⚭ Cäcilie Adelheid Wilhelmine von Türckheim → siehe jüngere elsässische Linie
      1. Wilhelm Otto (1856–1920) ⚭ Ebba Marie Matilde von der Schulenburg (1876–1970)
      2. Hermann Rudolf Walther (1859–1935) ⚭ Sidonie von und zu Schachten

  2. Sofie Clara Magdalena (1780–1814) ⚭ Carl Ludwig von Pretlack
  3. Christian Friedrich Jacob (1782–1846)[22] ⚭ Marie Anne Elisabeth von Baden (1788–1866)
    1. Carl Anton Johann Freiherr von Türckheim (1823–1873), Grundherr zu Liel, ⚭ Anna Maria Luisa von Degenfeld zu Eulenhof (1832–1893)
      1. Elisabeth (* 1852) ⚭ Max Paul von Plonski
      2. Carl Christian Wilhelm (1853–1887) ⚭ Lina Deyhle
        1. Elisabeth Julie Lina (* 1878)
        2. Carl Ulrich August Alfred (* 1883)

      3. August Ignaz Christian (* 1859) ⚭ Maria Theresia Fromlett
        1. August Maria Carl Georg Christian (* 1884)
        2. Hans Carl Ludwig (* 1886)

    2. Maria Anna (* 1825) ⚭ Adolf August Friedrich Jacob von Schweickhard (* 1815)
    3. Bruno Freiherr von Türckheim, genannt von Baden (1826–1874) ⚭ Emma von La Roche-Starkenfels
      1. Max Carl Christian (* 1861)
        1. Dora Anna Elisabeth (* 1886)
        2. Marie (1887–1965)

      2. Emma (* 1863)
      3. Marie (* 1864) ⚭ Ed. Lamerdin
      4. Anna Elisabeth (* 1866) ⚭ Carl von Beck
      5. Bertha (* 1868)
      6. Moritz (* 1869)

  4. Concordia Eugenie Elisabeth (1783–1851), Stiftsdame
  5. Caroline Friedericke Henriette (1785–1840)
  6. Johanna Amalie Charitas (1786–1851)
  7. Ferdinand August Joseph (1789–1848), großherzoglich hessischer wirklicher Geheimer Rat; ⚭ Leopoldine Henrica Zweyer von Evenbach
  8. Maria Antonia Ludovica (1793–1876) ⚭ Karl von Ricou

### Jüngere elsässische Linie
1. Bernhard Friedrich (1752–1831)
  1. Johann Friedrich (1780–1850)
    1. Pauline Elisabeth Marianne (1814–1855)
    2. Mathilde (1815–1842) ⚭ Ferdinand Eckbrecht von Dürckheim-Montmartin
    3. Franziska Josefoine Auguste (* 1816); ⚭ 1849 Ferdinand Eckbrecht von Dürckheim-Montmartin
    4. August Friedrich Gustav Ferdinand (1818–1823)
    5. Friedrich Adolf (1825–1884); kaiserlicher Oberförster zu Lembach

  2. Johann Carl (1783–1862) ⚭ 1807 Cäcilie Waldner von Freundstein (* 1791; † 1839)[23]
    1. Friederike Elisabeth Cäcilie (1808–1846) ⚭ Anatol de Vives
    2. Johanna (1815–1885) ⚭ Gustav Renouard de Bussière
    3. Marie Eugenie (1816–1859) ⚭ Eugen von Coehorn
    4. Carl Ferdinand (* 31. März 1811) ⚭ 1843 Franziska Johanna Alide Eleonore von Schulthes-Rechberg (Carl Ferdinand erreichte das einhundertste Lebensjahr)[23]
      1. Carl Gustav (* 1844)
      2. Jenny (* 1848) ⚭ Ernest Francois Prosper Bossan de Carragnol

  3. Elisabeth Magdalena (1779–1865) ⚭ Adrian Brunck von Freundeck
  4. Friedrich Wilhelm (1783–1831) ⚭ Elisabeth Octavie Amalie von Dietrich
    1. Elisabeth Octavie Amalie (1820–1881)
    2. Cäcilie Adelheid Wilhelmine (1824) ⚭ Otto Theoderich Wolf von Türckheim =>> Älterer Ortenauisch-Breisgauischer Hauptstamm
    3. Friedrich Wilhelm Alfred (1822–1859)
    4. Wilhelm Rudolf (* 1827) ⚭ Jenny Bohn (1830–1912)
      1. Hugo Wilhelm (1856–1931) ⚭ Marguerite de Bary (1867–1950)
        1. Herrad (1888–1976) ⚭ Gaspard de Schlumberger (1883–1948)
        2. Gilbert (1892–1915)
        3. Brice (1893–1915)
        4. Evrard (1903–1940)
          1. Brice (1930–2013) ⚭ Christine Scheer
          2. Solange (1934–2006) ⚭ Michel Fernex (1929–2021)
          3. Christiane (* 1936) ⚭ Daniel Jeannette (1934–2015)
          4. Gilbert (1940–2020) ⚭ Marie Josée Briffoteau

      2. Johanna Amalie Elisabeth (1858–1958) ⚭ Hans von Arnim
      3. Luise Catherine (1860–1931) ⚭ Canon Cooke (* 1862)
      4. Friedrich Alfred (1863–1947)
      5. Gottfried (1866–1942)

    5. Franz Ludwig (* 1788)
    6. Heinrich (1789–1849) ⚭ Marie Luise von Degenfeld-Schonburg
      1. Friedrich Heinrich (1827–1878)
      2. Emma Pauline Cäcilie Elise (1831–1873)
      3. Friedrich Eduard (1829–1909) 1. ⚭ Luise Amalie von Dietrich; 2. ⚭ Frieda von Dietrich
        1. Adolf Eugen (1865–1958)
        2. Ferdinand Adrian (1866–1948) 1. ⚭ Marie Hélène Grunelius (1870–1941); 2. ⚭ Adrienne Wiallard (1878–1968)
          1. Henri (1893–1987)
          2. Maurice (1896–1980) ⚭ Georgette Japy (1899–1989)
            1. Arnaud (1928–2018) ⚭ Françoise Husson (* 1930)
              1. Charlotte (* 1955)

          3. Christian (1898–1981)
          4. Geneviève (1902–1981)
          5. Hubert Alexandre Bernard (1909–2004)

        3. Virginie Emma (1867–1955) ⚭ Moritz Grunelius (1863–1920)
        4. Friedrich (1873–1963)
        5. Fanny Maria Amelie (1877–1964)
        6. Adele Luise (1877–1878)
        7. Auguste Mathilde Elisabeth (1879–1940)
        8. Adelheid Cäcilie Fanny (1880–1965)
        9. Catharine Marie Anna (1881–1971)
        10. Albert Bernhard Eduard (1885–1969) ⚭ Verena von Schlumberger (1889–1967)
          1. Gérard Maurice Ulrich (1923–2022)

        11. Nikolaus Friedrich Bernhard (1886–1977)
        12. Agnès (1887–1984)

### Unbekannt
- Karl von Türckheim (1743–1798), k.k. Feldmarschall-Lieutenant